# Fokker D.V
Il Fokker D.V, designazione aziendale M.22, fu un caccia monoposto biplano prodotto dall'azienda tedesco imperiale Fokker-Flugzeugwerke negli anni dieci del XX secolo.
Progettato nel 1916 da Martin Kreutzer, entrò in servizio nei reparti della Luftstreitkräfte, la componente aerea del Deutsches Heer (l'esercito imperiale tedesco), già nelle prime fasi della prima guerra mondiale ma ben presto affiancato da modelli più efficienti.

## Storia

### Sviluppo
Nel 1916 la Fokker, avendo ancora a disposizione motori rotativi Oberursel U.I da 100 PS (73,5 kW) nominali, decise di sviluppare un nuovo modello riducendo la massa complessiva del velivolo per compensare l'oramai insufficiente potenza espressa dal gruppo motoelica. Il prototipo che ne derivò, designato M 22, conservava quindi lo stesso aspetto dei suoi predecessori a motore rotativo che, a causa della differente conformazione del motore, era racchiuso in un diverso e più corto cofano aperto inferiormente rispetto ai modelli con motore in linea. Dopo la valutazione, la commissione esaminatrice Idflieg lo giudicò idoneo al servizio; l'aereo ricevette la designazione ufficiale D.V e fu avviato alla produzione in serie.
L'Idflieg emise un primo ordine per 200 esemplari nell'ottobre 1916 seguito da un secondo per altri 50 velivoli nel febbraio 1917, ma a causa delle carenze riscontrate nell'utilizzo operativo l'ordine non venne evaso completamente e la produzione totale di questa versione si attestò su 216 esemplari.

### Impiego operativo
Il Fokker D.III cominciò ad essere consegnato ai reparti basati sul fronte occidentale dal dicembre 1916 ma le prestazioni offerte, benché il linea con la massima velocità raggiungibile dai pari ruolo, si rivelarono carenti nella velocità di salita a causa della oramai modesta potenza fornita dal motore. Benché qualche esemplare prestò servizio operativo nelle Jasta la maggior parte dei D.V vennero consegnati ai reparti di addestramento per la formazione dei piloti da caccia.
Benché non abbia avuto rilevanza nei reparti di prima linea il D.V venne riconsegnato al fronte nel corso del 1917, in corrispondenza dell'entrata in servizio del triplano Fokker Dr.I, il famoso velivolo adottato anche dall'asso Manfred von Richthofen, più noto come "Barone Rosso". Il nuovo velivolo adottava ancora un motore rotativo, oramai quasi scomparso dai modelli adottati dalla Luftstreitkräfte, e servì come addestratore per i piloti al fronte per meglio adattarsi alle caratteristiche del nuovo caccia triplano.

## Descrizione tecnica
Il Fokker D.V conservava l'aspetto per l'epoca convenzionale dei modelli da caccia del periodo: biplano, monomotore monoposto con carrello fisso.
La fusoliera, di sezione rettangolare e realizzata in legno ricoperto di tela verniciata, era caratterizzata dal singolo abitacolo aperto destinato al pilota. Posteriormente terminava in un impennaggio classico monoderiva di forma circolare dotato di piani orizzontali completamente mobili che integravano le funzioni degli equilibratori.
La configurazione alare era biplana con ala superiore ed inferiore di ugual misura, quest'ultima leggermente spostata verso coda, collegate tra loro da una coppia di montanti per lato ed integrate da tiranti in cavetto d'acciaio.
Il carrello d'atterraggio era fisso, molto semplice, montato su una struttura tubolare al di sotto della fusoliera, dotato di ruote di grande diametro collegate da un asse rigido ed integrato posteriormente con un pattino d'appoggio.
La propulsione era affidata ad un motore Oberursel U.I, un rotativo nove cilindri posti su un'unica fila raffreddato ad aria capace di erogare una potenza pari a 100 PS (73,5 kW), posizionato all'apice anteriore della fusoliera racchiuso da un cofano metallico ed abbinato ad un'elica bipala in legno a passo fisso.
L'armamento consisteva in una o due mitragliatrici LMG 08/15 calibro 7,92 mm posta davanti all'abitacolo che, sincronizzata, consentiva di sparare senza conseguenze attraverso il disco dell'elica.

## Utilizzatori
Germania
- Luftstreitkräfte